# Vasco Fernandes Coutinho (señor de Couto de Leomil)
Vasco Fernandes Coutinho (c. 1340) era un noble portugués, que se desempeñó como vasallo de Fernando I de Portugal.

## Biografía
Vivió en Trancozo. Ganó los castillos de Marialva, Moreira y Sabugal.
Fue señor de Couto de Leomil, título otorgado por el rey Fernando I. Fue alguacil mayor en la comarca de Beira.
Vasco Fernandes era el hijo de Fernando Mártins da Fonseca Coutinho y Theresa Pires Varella, pertenecientes a linajes lusitanos nobles.
Su esposa era Beatriz Gonçalves de Moura, una mujer noble, señora de Vallor, camarera mayor de la reina Felipa. Fue hija de Gonçalo Vasques de Moura (Alcalde de Moura) e Inês Gonçalves de Sequeira.